# F.C. København i internationale turneringer
|  | Denne artikel eller sektion om sport er forældet eller ikke opdateret. Se artiklens diskussionsside eller historik. Klubben har deltaget i et par ting siden 2011... |

Dette er en oversigt over F.C. Københavns deltagelse i internationale turneringer. Oversigten dækker blandt andet F.C. Københavns deltagelse i Champions League og Royal League.

## Champions League

### 2011

#### Kvalifikation
| Dato           | Runde          | Stadion                                 | Modstander   | Resultat |
| -------------- | -------------- | --------------------------------------- | ------------ | -------- |
| 28. juli 2010  | 3. kval. runde | Haradzki Stadion, Borisov, Hviderusland | BATE Borisov | 0-0      |
| 4. August 2010 | 3. kval. runde | Parken, København                       | BATE Borisov | 3-2      |

#### Play-off / Kvalifikation til gruppespil
| Dato            | Runde    | Stadion                     | Modstander   | Resultat |
| --------------- | -------- | --------------------------- | ------------ | -------- |
| 17. august 2010 | Play-off | Lerkendal, Trondheim, Norge | Rosenborg BK | 2-1      |
| 25. august 2010 | Play-off | Parken, København           | Rosenborg BK | 1-0      |

#### Gruppe D
Kampe
| Dato               | Runde   | Stadion                                   | Modstander       | Resultat |
| ------------------ | ------- | ----------------------------------------- | ---------------- | -------- |
| 14. september 2010 | 1. kamp | Parken, København                         | FC Rubin Kazan   | 1-0      |
| 29. september 2010 | 2. kamp | Athens Olympic Stadium, Athen, Grækenland | Panathinaikos FC | 0-2      |
| 17. oktober 2010   | 3. kamp | Camp Nou, Barcelona, Spanien              | FC Barcelona     | 2-0      |
| 2. november 2010   | 4. kamp | Parken, København                         | FC Barcelona     | 1-1      |
| 24. november 2010  | 5. kamp | Tsentralnyi Stadion, Kazan, Rusland       | FC Rubin Kazan   | 1-0      |
| 7. december 2010   | 6. kamp | Parken, København                         | Panathinaikos FC | 3-1      |

Stillingen pr. 17. november 2010
| Pos | Hold          | K | V | U | T | Mf | Mi | +/- | P |
| --- | ------------- | - | - | - | - | -- | -- | --- | - |
| 1   | FC Barcelona  | 4 | 2 | 2 | 0 | 9  | 3  | +6  | 8 |
| 2   | FC København  | 4 | 2 | 1 | 1 | 4  | 3  | +1  | 7 |
| 3   | Rubin Kazan   | 4 | 0 | 3 | 1 | 1  | 2  | -1  | 3 |
| 4   | Panathinaikos | 4 | 0 | 2 | 2 | 1  | 7  | -6  | 2 |

### 2010

#### Kvalifikation
| Dato           | Runde          | Stadion                            | Modstander | Resultat |
| -------------- | -------------- | ---------------------------------- | ---------- | -------- |
| 15. juli 2009  | 2. kval. runde | Parken, København                  | FK Mogren  | 6-0      |
| 22. juli 2009  | 2. kval. runde | Stadion Mogren, Budvar, Montenegro | FK Mogren  | 6-0      |
| 29. juli 2009  | 3. kval. runde | Parken, København                  | Stabæk     | 3-1      |
| 5. august 2009 | 3. kval. runde | Telenor Arena, Bærum, Norge        | Stabæk     | 0-0      |

#### Play-off / Kvalifikation til gruppespil
| Dato            | Runde    | Stadion                          | Modstander | Resultat |
| --------------- | -------- | -------------------------------- | ---------- | -------- |
| 18. august 2009 | Play-off | Parken, København                | APOEL FC   | 1-0      |
| 26. august 2009 | Play-off | Neo GSP Stadium, Nicosia, Cypern | APOEL FC   | 1-3      |

### 2008

#### Kvalifikationen
| Dato            | Runde        | Stadion                          | Modstander       | Resultat |
| --------------- | ------------ | -------------------------------- | ---------------- | -------- |
| 31. juli 2007   | 2. kvalrunde | Parken, København                | Beitar Jerusalem | 1-0      |
| 7. august 2007  | 2. kvalrunde | Teddy Stadium, Jerusalem, Israel | Beitar Jerusalem | 1-1      |
| 14. august 2007 | 3. kvalrunde | Estádio da Luz, Lissabon         | S.L. Benfica     | 1-2      |
| 29. august 2007 | 3. kvalrunde | Parken, København                | S.L. Benfica     | 0-1      |

### 2007

#### Kvalifikationen
| Dato            | Runde        | Stadion                             | Modstander     | Resultat |
| --------------- | ------------ | ----------------------------------- | -------------- | -------- |
| 26. juli 2006   | 2. kvalrunde | Parken, København                   | MyPa           | 2-0      |
| 2. august 2006  | 2. kvalrunde | Saviniemi, Anjalankoski, Finland    | MyPa           | 2-2      |
| 9. august 2006  | 3. kvalrunde | Parken, København                   | Ajax Amsterdam | 1-2      |
| 23. august 2006 | 3. kvalrunde | Amsterdam ArenA, Amsterdam, Holland | Ajax Amsterdam | 2-0      |

#### Pulje F
Kampe
| Dato               | Runde   | Stadion                                               | Modstander        | Resultat |
| ------------------ | ------- | ----------------------------------------------------- | ----------------- | -------- |
| 13. september 2006 | 1. kamp | Parken, København                                     | SL Benfica        | 0-0      |
| 26. september 2006 | 2. kamp | Celtic Park, Glasgow, Skotland                        | Celtic F.C.       | 0-1      |
| 17. oktober 2006   | 3. kamp | Old Trafford, Manchester, England                     | Manchester United | 0-3      |
| 1. november 2006   | 4. kamp | Parken, København                                     | Manchester United | 1-0      |
| 21. november 2006  | 5. kamp | Estádio do Sport Lisboa e Benfica, Lissabon, Portugal | SL Benfica        | 1-3      |
| 6. december 2006   | 6. kamp | Parken, København                                     | Celtic F.C.       | 3-1      |

Stillingen pr. 6. december 2006
| Nr | Hold              | K | V | U | T | +  | – | M  | Point |
| -- | ----------------- | - | - | - | - | -- | - | -- | ----- |
| 1  | Manchester United | 6 | 4 | 0 | 2 | 10 | 5 | +5 | 12    |
| 2  | Celtic F.C.       | 6 | 3 | 0 | 3 | 8  | 9 | -1 | 9     |
| 3  | SL Benfica        | 6 | 2 | 1 | 3 | 7  | 8 | -1 | 7     |
| 4  | FC København      | 6 | 2 | 1 | 3 | 5  | 8 | -3 | 7     |

Grøn kvalificerer sig til 2. runde i UEFA Champions League

Blå kvalificerer sig til 3. runde i UEFA Cup

### 2005

#### Kvalifikationen
| Dato           | Runde        | Stadion                              | Modstander | Resultat |
| -------------- | ------------ | ------------------------------------ | ---------- | -------- |
| 27. juli 2004  | 2. kvalrunde | Sportni Park, Nova Gorica, Slovenien | N K Gorica | 2-1      |
| 4. august 2004 | 2. kvalrunde | Parken, København                    | N K Gorica | 0-5      |

### 2004

#### Kvalifikationen
| Dato            | Runde        | Stadion                  | Modstander      | Resultat |
| --------------- | ------------ | ------------------------ | --------------- | -------- |
| 30. juli 2003   | 2. kvalrunde | Parken, København        | Sliema Wanderes | 4-1      |
| 6. august 2003  | 2. kvalrunde | Ta' Qali, Sliema, Malta  | Sliema Wanderes | 6-0      |
| 13. august 2003 | 3. kvalrunde | Ibrox, Glasgow, Skotland | Glasgow Rangers | 1-1      |
| 27. august 2003 | 3. kvalrunde | Parken, København        | Glasgow Rangers | 1-2      |

### 2002

#### Kvalifikationen
| Dato            | Runde        | Stadion                          | Modstander      | Resultat |
| --------------- | ------------ | -------------------------------- | --------------- | -------- |
| 25. juli 2001   | 2. kvalrunde | David Kiladze, Kutaisi, Georgien | Torpedo Kutaisi | 1-1      |
| 1. august 2001  | 2. kvalrunde | Parken, København                | Torpedo Kutaisi | 3-1      |
| 8. august 2001  | 3. kvalrunde | Olimpico, Rom, Italien           | S.S. Lazio      | 2-1      |
| 27. august 2001 | 3. kvalrunde | Parken, København                | S.S. Lazio      | 1-4      |

### 1994

#### Kvalifikationen
| Dato               | Runde        | Stadion                           | Modstander  | Resultat     |
| ------------------ | ------------ | --------------------------------- | ----------- | ------------ |
| 16. september 1993 | 2. kvalrunde | Windsor Park, Belfast, Nordirland | Linfield FC | 0-3          |
| 29. september 1993 | 2. kvalrunde | Parken, København                 | Linfield FC | 4-0 (e.f.s.) |
| 20. oktober 1993   | 3. kvalrunde | Parken, København                 | AC Milan    | 0-6          |
| 3. oktober 1993    | 3. kvalrunde | Giuseppe Meazza, Milano, Italien  | AC Milan    | 0-1          |

## UEFA Cup/Europa League

### 2010

#### Gruppespil
Pulje K
| Dato               | Runde   | Stadion                                                 | Modstander    | Resultat |
| ------------------ | ------- | ------------------------------------------------------- | ------------- | -------- |
| 17. september 2009 | 1. kamp | Stadium Dr. Constantin Radulescu, Cluj-Napoca, Rumænien | CFR 1907 Cluj | 0-2      |
| 1. oktober 2009    | 2. kamp | Parken, København                                       | Sparta Prag   | 1-0      |
| 22. oktober 2009   | 3. kamp | Philips Stadion, Eindhoven, Holland                     | PSV Eindhoven | 0-1      |
| 5. november 2009   | 4. kamp | Parken, København                                       | PSV Eindhoven | 1-1      |
| 3. december 2009   | 5. kamp | Parken, København                                       | CFR 1907 Cluj | 2-0      |
| 1. oktober 2009    | 6. kamp | Generali Arena, Prag, Tjekkiet                          | Sparta Prag   | 3-0      |

#### Slutspil
| Dato             | Runde       | Stadion                              | Modstander          | Resultat |
| ---------------- | ----------- | ------------------------------------ | ------------------- | -------- |
| 18. februar 2010 | 1/16-finale | Parken, København                    | Olympique Marseille | 1-3      |
| 26. februar 2009 | 1/16-finale | Stade Vélodrome, Marseille, Frankrig | Olympique Marseille | 1-3      |

### 2009

#### Kvalifikation
| Dato            | Runde          | Stadion                              | Modstander        | Resultat |
| --------------- | -------------- | ------------------------------------ | ----------------- | -------- |
| 17. juli 2008   | 1. kval. runde | Mourneview Park, Belfast, Nordirland | Cliftonville F.C. | 4-0      |
| 31. juli 2008   | 1. kval. runde | Parken, København                    | Cliftonville F.C. | 7-0      |
| 14. august 2008 | 2. kval. runde | Parken, København                    | Lillestrøm SK     | 3-1      |
| 31. juli 2008   | 2. kval. runde | Åråsen Stadion, Lillestrøm, Norge    | Lillestrøm SK     | 4-2      |

#### 1. runde / Kvalifikation til gruppespil
| Dato               | Runde    | Stadion                                     | Modstander | Resultat |
| ------------------ | -------- | ------------------------------------------- | ---------- | -------- |
| 18. september 2008 | 1. runde | Eduard Streltsov’s Stadium, Moskva, Rusland | FC Moskva  | 2-1      |
| 2. oktober 2008    | 1. runde | Parken, København                           | FC Moskva  | 1-1      |

#### Gruppespil
Kampe
| Dato              | Runde   | Stadion                             | Modstander       | Resultat |
| ----------------- | ------- | ----------------------------------- | ---------------- | -------- |
| 23. oktober 2008  | 1. kamp | Parken, København                   | AS Saint-Étienne | 1-3      |
| 6. november 2008  | 2. kamp | Estadio Mestalla, Valencia, Spanien | Valencia CF      | 1-1      |
| 4. december 2008  | 3. kamp | Parken, København                   | Rosenborg BK     | 1-1      |
| 17. december 2008 | 4. kamp | Jan Breydelstadion, Brugge, Belgien | Club Brugge      | 1-0      |

#### Slutspil
| Dato             | Runde       | Stadion                                         | Modstander      | Resultat |
| ---------------- | ----------- | ----------------------------------------------- | --------------- | -------- |
| 19. februar 2009 | 1/16-finale | Parken, København                               | Manchester City | 2-2      |
| 26. februar 2009 | 1/16-finale | City of Manchester Stadium, Manchester, England | Manchester City | 1-2      |

### 2008

#### Kvalifikation til gruppespil
| Dato               | Runde    | Stadion                              | Modstander | Resultat   |
| ------------------ | -------- | ------------------------------------ | ---------- | ---------- |
| 19. september 2007 | 1. runde | Stade Félix Bollaert, Lens, Frankrig | RC Lens    | 1-1        |
| 4. oktober 2007    | 1. runde | Parken, København                    | RC Lens    | 2-1 (efs.) |

#### Gruppespil
Kampe
| Dato              | Runde   | Stadion                               | Modstander       | Resultat |
| ----------------- | ------- | ------------------------------------- | ---------------- | -------- |
| 8. november 2007  | 1. kamp | Parken, København                     | Panathinaikos FC | 0-1      |
| 29. november 2007 | 2. kamp | Lokomotiv Stadion, Moskva, Rusland    | Lokomotiv Moskva | 1-0      |
| 5. december 2007  | 3. kamp | Parken, København                     | Atlético Madrid  | 0-2      |
| 20. december 2007 | 4. kamp | Pittodrie Stadium, Aberdeen, Skotland | Aberdeen FC      | 0-4      |

### 2006

#### Kvalifikationen
| Dato               | Runde        | Stadion                        | Modstander      | Resultat |
| ------------------ | ------------ | ------------------------------ | --------------- | -------- |
| 11. august 2005    | 2. kvalrunde | Parken, København              | Carmarthen Town | 2-0      |
| 25. august 2005    | 2. kvalrunde | Ninian Park, Carmarthen, Wales | Carmarthen Town | 2-0      |
| 15. september 2005 | 3. kvalrunde | AOL Arena, Hamborg, Tyskland   | Hamburger SV    | 1-1      |
| 29. september 2005 | 3. kvalrunde | Parken, København              | Hamburger SV    | 0-1      |

### 2004

#### Runderne
| Dato               | Runde    | Stadion                              | Modstander     | Resultat   |
| ------------------ | -------- | ------------------------------------ | -------------- | ---------- |
| 24. september 2003 | 1. runde | Üllöi Út, Budapest, Ungarn           | Ferencváros TC | 1-1        |
| 15. oktober 2003   | 1. runde | Parken, København                    | Ferencváros TC | 4-3 (e.s.) |
| 6. november 2003   | 2. runde | Parken, København                    | RCD Mallorca   | 0-1        |
| 27. november 2003  | 2. runde | Son Moix, Palma de Mallorca, Spanien | RCD Mallorca   | 1-1        |

### 2003

#### Runderne
| Dato               | Runde     | Stadion                           | Modstander        | Resultat |
| ------------------ | --------- | --------------------------------- | ----------------- | -------- |
| 15. august 2002    | Kvalrunde | Parken, København                 | Lokomotiv Tbilisi | 3-1      |
| 29. august 2002    | Kvalrunde | Mikheil Meshki, Tbilisi, Georgien | Lokomotiv Tbilisi | 4-1      |
| 19. september 2002 | 1. runde  | Parken, København                 | Djurgården IF     | 0-0      |
| 3. oktober 2002    | 1. runde  | Råsunda, Stockholm, Sverige       | Djurgården IF     | 1-3      |

### 2002

#### Runderne
| Dato               | Runde    | Stadion                              | Modstander        | Resultat |
| ------------------ | -------- | ------------------------------------ | ----------------- | -------- |
| 20. september 2001 | 1. runde | Parken, København                    | FK Obilic         | 2-0      |
| 27. september 2001 | 1. runde | Obilic stadium, Beograd, Serbien     | FK Obilic         | 2-2      |
| 18. oktober 2001   | 2. runde | Parken, København                    | AFC Ajax          | 0-0      |
| 1. november 2001   | 2. runde | Amsterdam ArenA, Amsterdam, Holland  | AFC Ajax          | 1-0      |
| 22. november 2001  | 3. runde | Parken, København                    | Borussia Dortmund | 0-1      |
| 4. december 2001   | 3. runde | Westfalenstadion, Dortmund, Tyskland | Borussia Dortmund | 0-1      |

### 1995

#### Runderne
| Dato               | Runde     | Stadion                             | Modstander           | Resultat |
| ------------------ | --------- | ----------------------------------- | -------------------- | -------- |
| 9. august 1994     | Kvalrunde | Parken, København                   | FC Jazz              | 0-1      |
| 23. august 1994    | Kvalrunde | Porin stadion, Pori, Finland        | FC Jazz              | 4-0      |
| 13. september 1994 | 1. runde  | Tehelne Pole, Bratislava, Slovakiet | SK Slovan Bratislava | 0-1      |
| 3. september 1994  | 1. runde  | Parken, København                   | SK Slovan Bratislava | 1-1      |

### 1993

#### Runderne
| Dato               | Runde    | Stadion                                      | Modstander | Resultat |
| ------------------ | -------- | -------------------------------------------- | ---------- | -------- |
| 16. september 1992 | 1. runde | Parken, København                            | MP Mikkeli | 5-0      |
| 30. september 1992 | 1. runde | Urheilupuisto, Mikkeli, Finland              | MP Mikkeli | 5-1      |
| 21. oktober 1992   | 2. runde | Stade de l'Abbé-Deschamps, Auxerre, Frankrig | AJ Auxerre | 0-5      |
| 4. november 1992   | 2. runde | Parken, København                            | AJ Auxerre | 0-2      |

## Cup Winners' Cup

### 1999

#### Runderne
| Dato               | Runde     | Stadion                             | Modstander     | Resultat |
| ------------------ | --------- | ----------------------------------- | -------------- | -------- |
| 13. august 1998    | Kvalrunde | Parken, København                   | Karabakh Agdam | 6-0      |
| 27. august 1998    | Kvalrunde | Azpromstroy, Baku, Aserbajdsjan     | Karabakh Agdam | 4-0      |
| 17. september 1998 | 1. runde  | Georgi Asparuchov, Sofia, Bulgarien | Levski Sofia   | 0-2      |
| 1. oktober 1998    | 1. runde  | Parken, København                   | Levski Sofia   | 4-1      |
| 22. oktober 1998   | 2. runde  | Stamford Bridge, London, England    | Chelsea F.C.   | 1-1      |
| 5. november 1998   | 2. runde  | Parken, København                   | Chelsea F.C.   | 0-1      |

### 1998

#### Runderne
| Dato               | Runde    | Stadion                             | Modstander     | Resultat |
| ------------------ | -------- | ----------------------------------- | -------------- | -------- |
| 18. september 1997 | 1. runde | Parken, København                   | Ararat Yerevan | 3-0      |
| 2. oktober 1997    | 1. runde | Hrazdan Stadion, Yerevan, Armenien  | Ararat Yerevan | 2-0      |
| 23. oktober 1997   | 2. runde | Benito Villamarin, Sevilla, Spanien | Real Betis     | 0-2      |
| 6. november 1997   | 2. runde | Parken, København                   | Real Betis     | 1-1      |

### 1996

#### Runderne
| Dato               | Runde    | Stadion                                | Modstander        | Resultat |
| ------------------ | -------- | -------------------------------------- | ----------------- | -------- |
| 14. september 1995 | 1. runde | Vsesportovni, Hradec Králové, Tjekkiet | SK Hradec Králové | 0-5      |
| 28. september 1995 | 1. runde | Parken, København                      | SK Hradec Králové | 2-2      |

## Toto Cup

### 1999
Tekst mangler, hjælp os med at skrive teksten

### 1993
| Dato          | Stadion                                 | Modstander    | Resultat |
| ------------- | --------------------------------------- | ------------- | -------- |
| 1. juli 1992  | Østerbro Stadion, København             | Grasshoppers  | 2-1      |
| 4. juli 1992  | Østerbro Stadion, København             | Sigma Olomouc | 1-3      |
| 8. juli 1992  | Bundesstadion Südstadt, Mödling, Østrig | Admira Wacker | 2-0      |
| 11. juli 1992 | Hardturmstadion, Zurich, Schweiz        | Grasshoppers  | 3-0      |
| 15. juli 1992 | Andruv Stadion, Olomouc, Tjekkiet       | Sigma Olomouc | 1-1      |
| 18. juli 1992 | Østerbro Stadion, København             | Admira Wacker | 5-3      |

## Royal League

### 2007

#### Gruppespillet
Kampe
| Dato              | Runde   | Stadion                                      | Modstander    | Resultat |
| ----------------- | ------- | -------------------------------------------- | ------------- | -------- |
| 30. november 2006 | 1. kamp | Åråsen Stadion, Lillestrøm, Norge            | Lillestrøm SK | 0-1      |
| 3. december 2006  | 2. kamp | Parken, København                            | Lillestrøm SK | 0-1      |
| 9. december 2006  | 3. kamp | Södertälje Fotbollsarena, Stockholm, Sverige | Hammarby IF   | 2-1      |
| 11. februar 2007  | 4. kamp | Parken, København                            | Brøndby IF    | 0-1      |
| 18. februar 2007  | 5. kamp | Brøndby Stadion, København                   | Brøndby IF    | 3-1      |
| 23. februar 2007  | 6. kamp | Parken, København                            | Hammarby IF   | 4-0      |

Stillingen
| Nr | Hold           | K | V | U | T | +  | –  | M   | Point |
| -- | -------------- | - | - | - | - | -- | -- | --- | ----- |
| 1  | Lillestrøm SK  | 6 | 3 | 3 | 0 | 7  | 3  | +4  | 12    |
| 2  | Brøndby IF     | 6 | 3 | 2 | 1 | 10 | 8  | +2  | 11    |
| 3  | F.C. København | 6 | 3 | 0 | 3 | 9  | 5  | +4  | 9     |
| 4  | Hammarby IF    | 6 | 0 | 1 | 5 | 5  | 15 | -10 | 1     |

Grøn kvalificerer sig til kvartfinalen i Royal League

F.C. København kvalificerer sig til kvartfinalen ved at være bedste 3'er

#### Slutspillet
| Dato           | Runde       | Stadion                     | Modstander      | Resultat |
| -------------- | ----------- | --------------------------- | --------------- | -------- |
| 4. marts 2007  | Kvartfinale | Borås Arena, Borås, Sverige | IF Elfsborg     | 2-1      |
| 8. marts 2007  | Semifinale  | Parken, København           | Helsingborgs IF | 3-1      |
| 15. marts 2007 | Finale      | Brøndby Stadion, København  | Brøndby IF      | 0-1      |

### 2006

#### Gruppespillet
Kampe
| Dato              | Runde   | Stadion                           | Modstander    | Resultat |
| ----------------- | ------- | --------------------------------- | ------------- | -------- |
| 24. november 2005 | 1. kamp | Åråsen Stadion, Lillestrøm, Norge | Lillestrøm SK | 0-0      |
| 8. december 2005  | 2. kamp | Parken, København                 | Brøndby IF    | 1-1      |
| 11. december 2006 | 3. kamp | Fredriksskans, Kalmar, Sverige    | Kalmar FF     | 0-1      |
| 9. februar 2006   | 4. kamp | Brøndby Stadion, København        | Brøndby IF    | 2-1      |
| 12. februar 2006  | 5. kamp | Parken, København                 | Lillestrøm SK | 1-1      |
| 16. februar 2006  | 6. kamp | Parken, København                 | Kalmar FF     | 1-1      |

Stillingen
| Nr | Hold           | K | V | U | T | + | – | M  | Point |
| -- | -------------- | - | - | - | - | - | - | -- | ----- |
| 1  | Lillestrøm SK  | 6 | 2 | 4 | 0 | 6 | 3 | +3 | 10    |
| 2  | F.C. København | 6 | 1 | 4 | 1 | 5 | 5 | 0  | 7     |
| 3  | Brøndby IF     | 6 | 1 | 3 | 2 | 7 | 7 | 0  | 6     |
| 4  | Kalmar FF      | 6 | 1 | 3 | 2 | 3 | 6 | -3 | 6     |

Grøn kvalificerer sig til kvartfinalen i Royal League

#### Slutspillet
| Dato             | Runde       | Stadion                                      | Modstander     | Resultat   |
| ---------------- | ----------- | -------------------------------------------- | -------------- | ---------- |
| 23. februar 2006 | Kvartfinale | Parken, København                            | Hammarby IF    | 2-0        |
| 9. marts 2005    | Kvartfinale | Södertälje Fotbollsarena, Stockholm, Sverige | Hammarby IF    | 3-2 (e.s.) |
| 16. marts 2006   | Semifinale  | Parken, København                            | FC Midtjylland | 3-1        |
| 23. marts 2006   | Semifinale  | SAS Arena, Herning                           | FC Midtjylland | 4-0        |
| 6. april 2006    | Finale      | Parken, København                            | Lillestrøm SK  | 1-0        |

### 2005

#### Gruppespil 1
Kampe
| Dato              | Runde   | Stadion                        | Modstander   | Resultat |
| ----------------- | ------- | ------------------------------ | ------------ | -------- |
| 11. november 2004 | 1. kamp | Nya Ullevi, Göteborg, Sverige  | IFK Göteborg | 1-0      |
| 2. december 2004  | 2. kamp | Alfheim Stadion, Tromsø, Norge | Tromsø IL    | 0-0      |
| 5. december 2004  | 3. kamp | Parken, København              | Brøndby IF   | 1-1      |
| 13. februar 2005  | 4. kamp | Parken, København              | Tromsø IL    | 2-2      |
| 17. februar 2005  | 5. kamp | Brøndby Stadion, København     | Brøndby IF   | 2-0      |
| 24. februar 2005  | 6. kamp | Parken, København              | IFK Göteborg | 1-0      |

Stillingen
| Nr | Hold           | K | V | U | T | + | –  | M  | Point |
| -- | -------------- | - | - | - | - | - | -- | -- | ----- |
| 1  | F.C. København | 6 | 4 | 2 | 0 | 8 | 1  | +7 | 14    |
| 2  | IFK Göteborg   | 6 | 3 | 1 | 2 | 6 | 3  | +3 | 10    |
| 3  | Brøndby IF     | 6 | 2 | 1 | 3 | 7 | 9  | -2 | 7     |
| 4  | Tromsø IL      | 6 | 0 | 2 | 4 | 3 | 11 | -8 | 2     |

Grøn kvalificerer sig til kvartfinalen i Royal League

#### Gruppespil 2
Kampe
| Dato           | Runde   | Stadion                             | Modstander   | Resultat |
| -------------- | ------- | ----------------------------------- | ------------ | -------- |
| 3. marts 2005  | 1. kamp | Parken, København                   | Rosenborg BK | 2-2      |
| 17. marts 2005 | 2. kamp | Malmö Stadion, Malmö, Sverige       | Malmö FF     | 0-1      |
| 14. april 2005 | 3. kamp | Lerkendal Stadion, Trondheim, Norge | Rosenborg BK | 1-0      |
| 28. april 2005 | 4. kamp | Parken, København                   | Malmö FF     | 2-1      |

Stillingen
| Nr | Hold           | K | V | U | T | + | – | M  | Point |
| -- | -------------- | - | - | - | - | - | - | -- | ----- |
| 1  | F.C. København | 4 | 2 | 1 | 1 | 5 | 4 | +1 | 7     |
| 2  | Malmö FF       | 4 | 2 | 0 | 2 | 6 | 6 | 0  | 6     |
| 3  | Rosenborg BK   | 4 | 1 | 1 | 2 | 6 | 7 | -1 | 4     |

Grøn kvalificerer sig til finalen i Royal League

#### Finalen
Kampe
| Dato           | Runde   | Stadion                       | Modstander   | Resultat     |
| -------------- | ------- | ----------------------------- | ------------ | ------------ |
| 26. april 2005 | Finalen | Nya Ullevi, Göteborg, Sverige | IFK Göteborg | 12-11 (e.s.) |